# Poyya
Poyya es una ciudad censal situada en el distrito de Thrissur en el estado de Kerala (India). Su población es de 10478 habitantes (2011). Se encuentra a 37 km de Thrissur y a 36 km de Cochín.

## Demografía
Según el censo de 2011 la población de Poyya era de 10478 habitantes, de los cuales 5003 eran hombres y 5475 eran mujeres. Poyya tiene una tasa media de alfabetización del 96,85%, superior a la media estatal del 94%: la alfabetización masculina es del 98,28%, y la alfabetización femenina del 95,54%.